# Vitikirche (Erfurt)

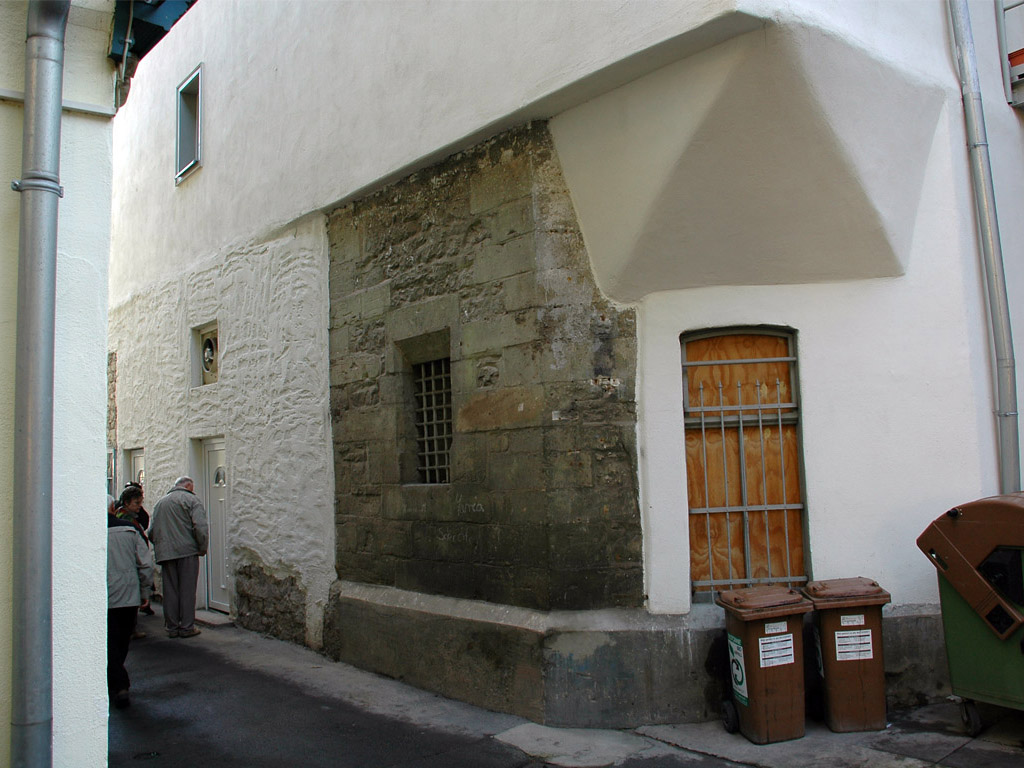
Reste der Sakristei der ehemaligen Vitikirche in Erfurt.

Die Vitikirche war eine Pfarrkirche in der Altstadt von Erfurt. Sie befand sich auf der Ecke der Regierungsstraße zur Langen Brücke im Südwesten der Altstadt.

## Geschichte
Die Vitikirche wurde zwischen 1210 und 1221 im gotischen Stil erbaut und ersetzte einen Vorgängerbau. 1399 wurde sie bei einem Brand zerstört. Der folgende Wiederaufbau machte erst 1470 Fortschritte; die neue Kirche wurde 1570 geweiht. Bereits 1530 wurde die Kirche formal der evangelischen Konfession zugeordnet, aber noch nicht genutzt.
Bis 1716 wurde die Kirche als Gotteshaus genutzt, danach wurde sie zum Gerätehaus umfunktioniert. 1809 wurde sie abgerissen, nur die Sakristei blieb bis heute erhalten.